# 丰田C-HR
丰田C-HR是日本丰田汽车旗下的一款小型SUV，在全球主要市场都有销售，在市场上主要竞争对手为本田HR-V、马自达CX-3、现代昂希诺、领克02、大众途观、别克昂科拉等。

## 命名
该车型的名字由英文字母C和HR组合而成，有多重含义。
- C：小型车（Compact）、轿跑车（Coupe）、跨界车（Cross）
- HR：越野车（High Rider）、掀背车（Hatch Run-about）

## 第一代（AX10/AX50；2016年）
C-HR首次亮相于2016年3月的日内瓦汽车展，并于同年九月开始生产。2016年12月14日开始在日本销售，2017年开始在欧洲、北美销售，2018年开始在东南亚、中国大陆、和台湾销售。

### 安全
C-HR全系配备十个安全气囊，在美国NHTSA、IIHS、欧洲E-NCAP及中国大陆C-IASI撞击测试中表现优秀。

### 生产与销售

#### 亚洲（日本以外）
- 中国大陆

中国大陆版C-HR由广汽丰田及一汽丰田生产及销售；广汽豐田版沿用了车型本来的名字，而一汽豐田版则定名为“奕泽（IZOA）”，两者互为兄弟车。中国大陆版C-HR于2017年9月在广州车展亮相，并于2018年4月开始销售。中国大陆版C-HR首发搭载新开发的M20A系列直列四缸自然进气发动机，不提供其它地区常见的涡轮增压或油电混动版本。2019年4月16日，该车型的纯电动版本（C-HR EV）作为丰田在中国大陆生产及销售的第一款纯电动汽车，在第18届上海车展亮相，并定于2020年开始销售。2021年，丰田在广州车展展示了油电混合版本的C-HR（C-HR双擎），将于同年开始销售。

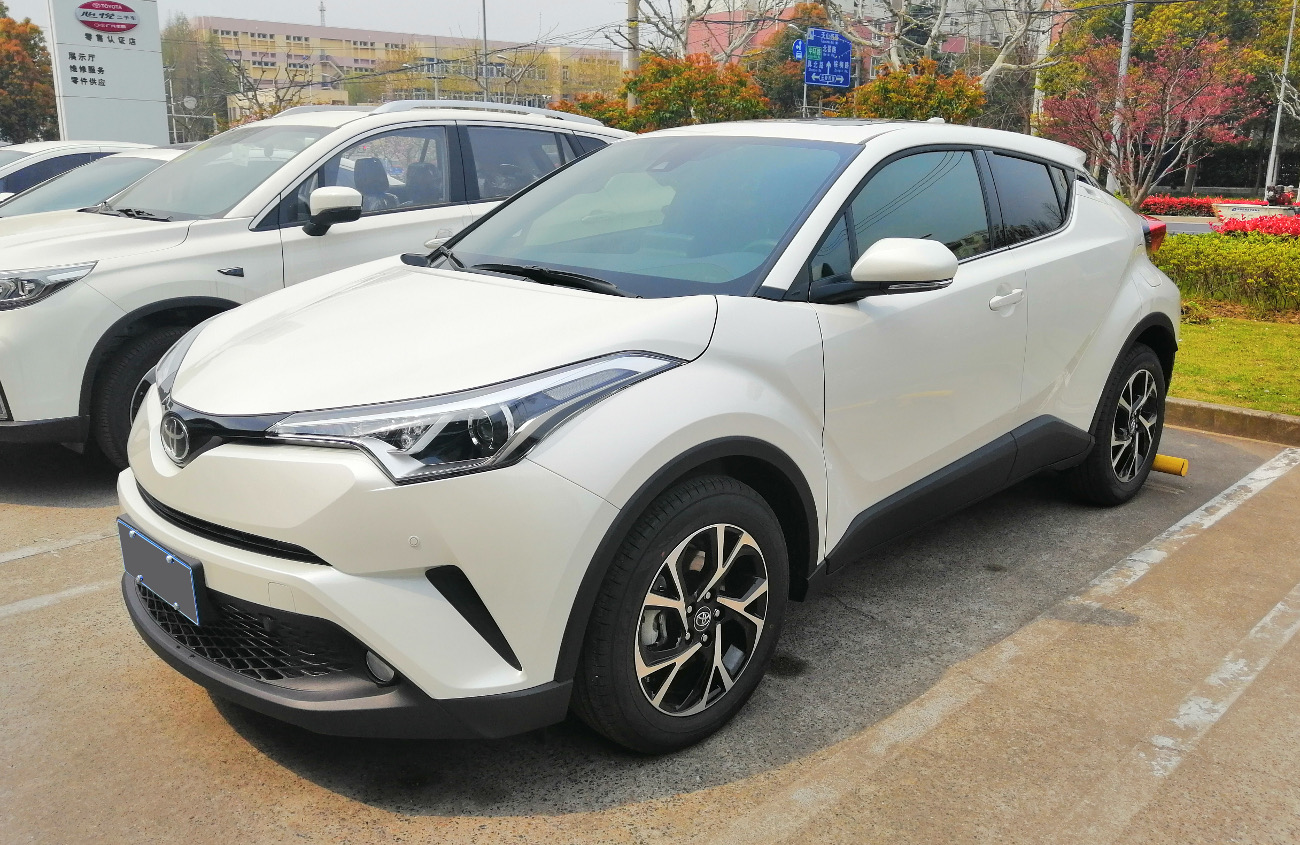
广汽丰田C-HR
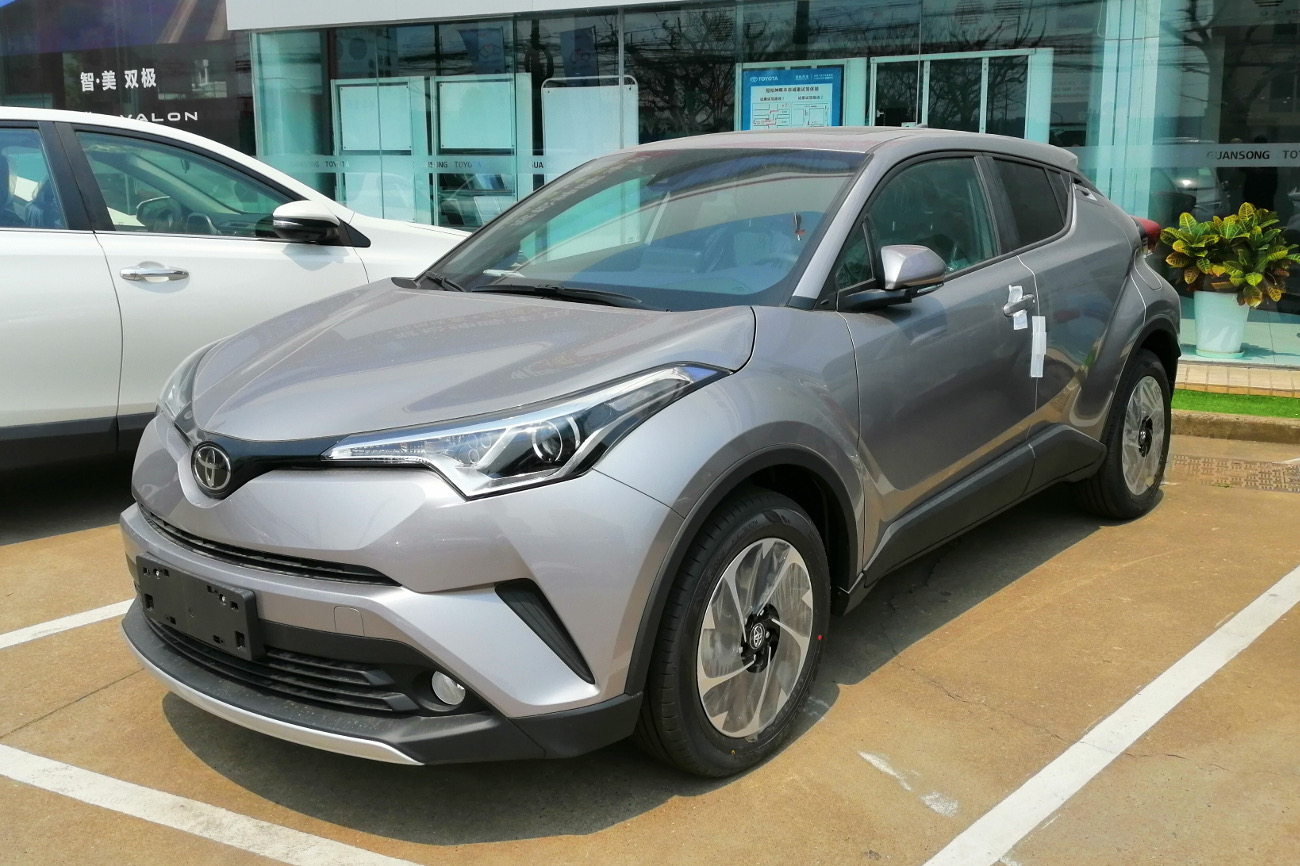
一汽丰田IZOA
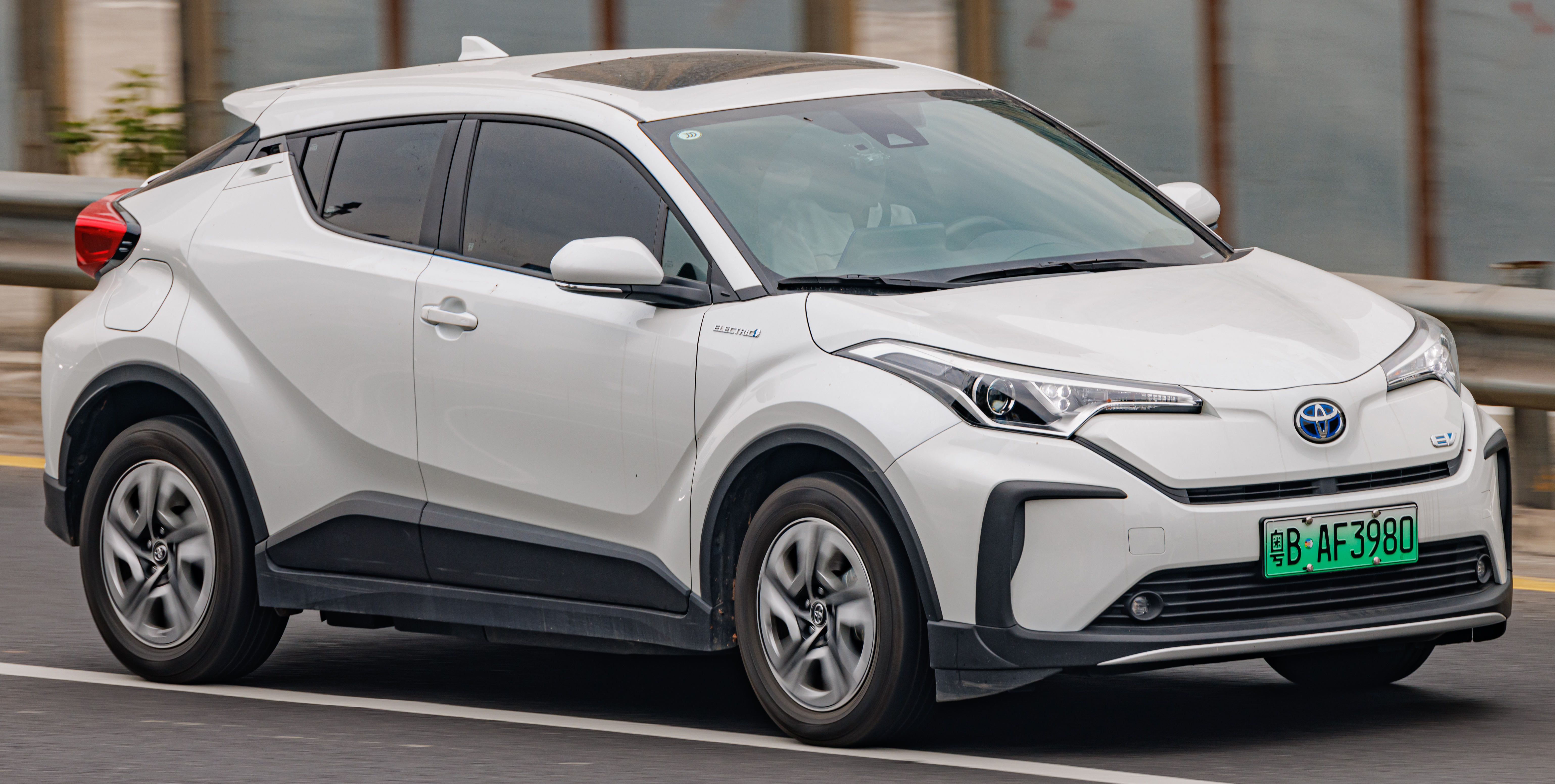
广汽丰田C-HR EV

- 新加坡及台湾

C-HR在新加坡及台湾仅销售涡轮增压版本，不提供油电混动版本。同时，新加坡只销售前置前驱版本，而台湾可以选购前置前驱或前置四驱版本。

## 第二代（AX20；2023年）

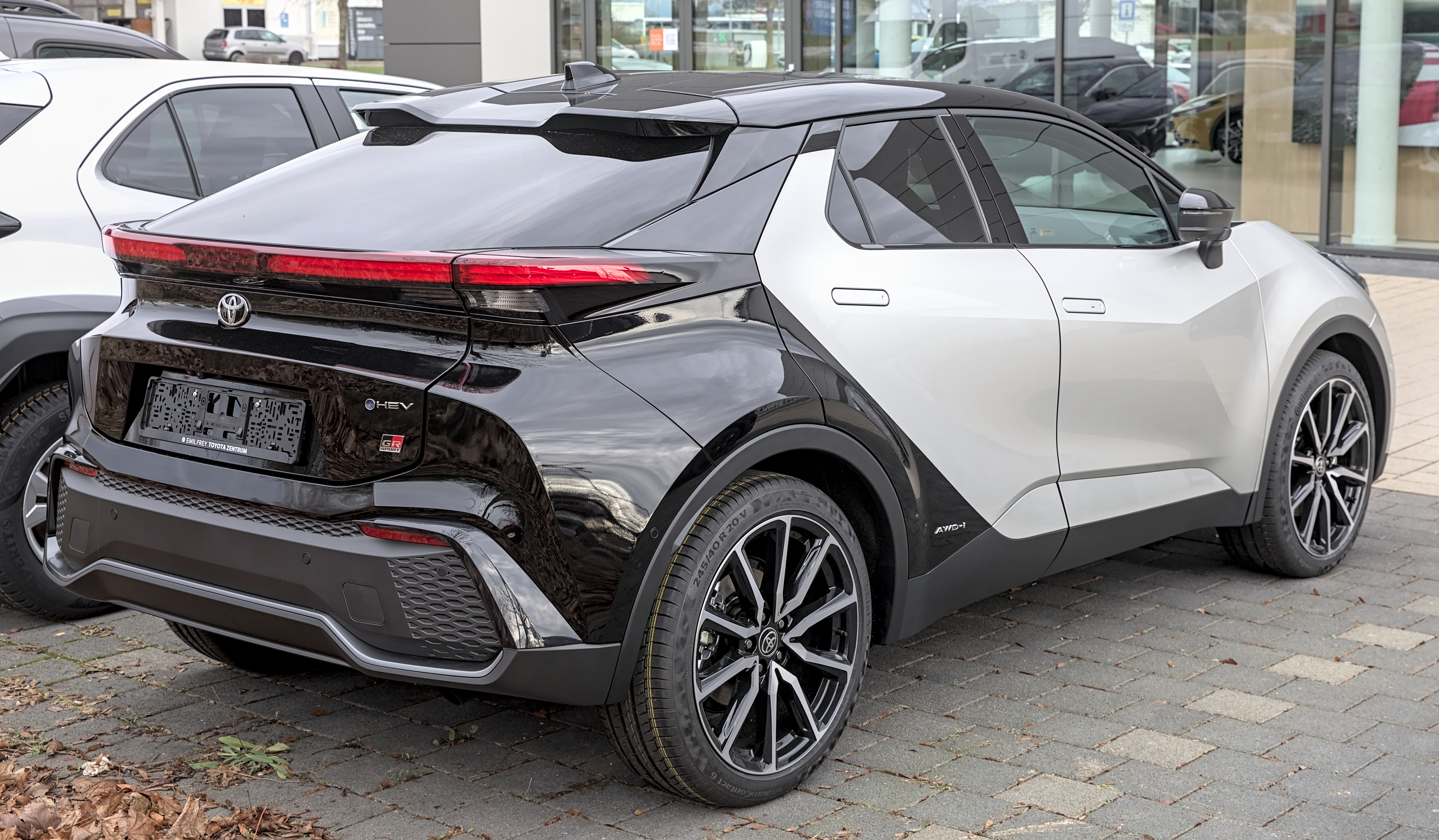
車尾

## 外部連結
- 官方网站：日本、美國、中國大陸